# Hypericum aviculariifolium
Hypericum aviculariifolium är en johannesörtsväxtart. Hypericum aviculariifolium ingår i släktet johannesörter, och familjen johannesörtsväxter.

## Underarter
Arten delas in i följande underarter:
- H. a. aviculariifolium
- H. a. byzantinum
- H. a. uniflorum
- H. a. leprosum